# Silvana Bayer
Silvana Bayer, auch Silvana Karpf (* 4. März 1980 in Los Angeles, Kalifornien) ist eine deutsche Bühnen-, Film- und Fernsehschauspielerin.

## Leben
Silvana Bayer stand das erste Mal mit fünf Jahren in dem Kinofilm Bitte lasst die Blumen blühen vor der Kamera. Erste Aufmerksamkeit erhielt sie 1999/2000 für ihren Auftritt in der Sat.1-Serie Die Rote Meile, in der sie eine der Hauptrollen (Sascha Roland) spielte. Gleichzeitig begann sie, Sprech- und Schauspielunterricht zu nehmen. 2001 posierte Silvana für die FHM und zierte das Cover des deutschen Playboy. Gastauftritte in Serien wie Der letzte Zeuge, Für alle Fälle Stefanie, Ein Fall für Zwei, Unser Charly, St. Angela, Forsthaus Falkenau oder Hallo Robbie! folgten. 2003/2005 trat sie als Hauptrolle Mia Gotany in der Jugendshow Bravo TV auf. In dem Kurzfilm Das schwache Geschlecht spielte sie neben Helmut Zierl eine junge Anhalterin. 2004 stand sie als Hauptrolle Katja im Stück Voll auf der Rolle im Hamburger Imperial-Theater auf der Bühne.
Ende 2005 sah man sie in der ARD-Telenovela Sturm der Liebe als Theresa Steindle. 2006 spielt sie neben Tim Sander die Hauptrolle in dem Kurzfilm Die schwarze Kolonne. Silvana Bayer dreht außerdem Werbespots, studiert nebenbei Public Relations und Medienmarketing und arbeitete in einer Filmproduktionsfirma, einer PR-Agentur und bei einem Filmverleih. Sie war u. a. für das Management von Alessandra Meyer-Wölden, Boris Becker, Verona Poth und Sylvie Meis zuständig. Sie betreibt die Schauspielerei nur noch nebenbei.
Silvana ist seit 2011 mit dem ehemaligen Snowboardprofi Nikolaus „Mini“ Karpf verheiratet und hat zwei Kinder.
Seit 2014 ist Silvana Karpf für den FC Bayern Basketball tätig.